# Luminosidad

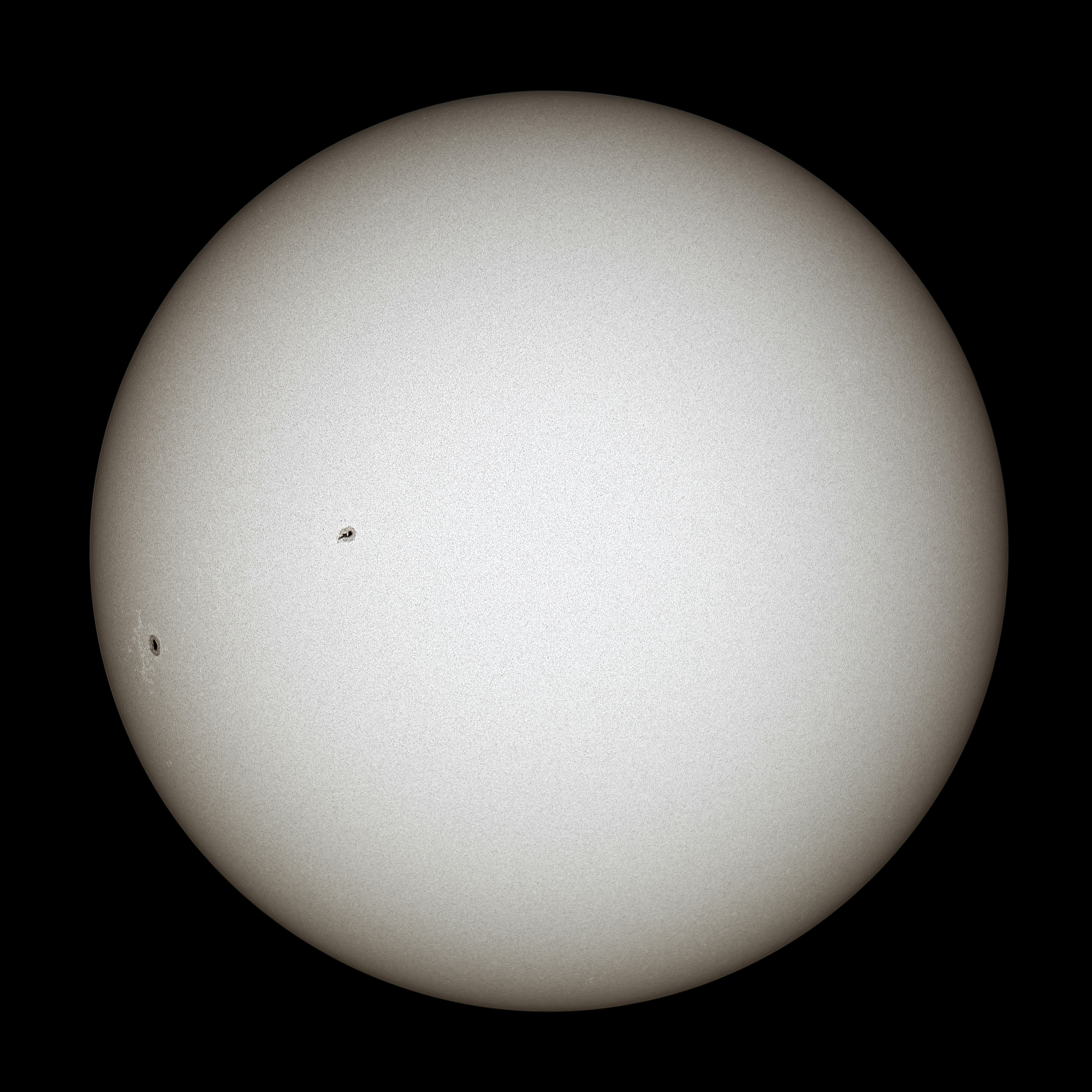
El Sol tiene una luminosidad intrínseca de 3,83x 10^{26}vatios. En astronomía, esta cantidad equivale a una luminosidad solar, representada por el símbolo L_{⊙}. Una estrella con cuatro veces la potencia radiante del Sol tiene una luminosidad de 4L_{⊙}

En física de partículas se define la luminosidad instantánea como el número de partículas por unidad de superficie y por unidad de tiempo en un haz. Se mide en unidades inversas de sección eficaz por unidad de tiempo. Al integrar esta cantidad durante un período se obtiene la luminosidad integrada, la cual se mide en unidades inversas de sección eficaz (como por ejemplo el pb-1). Cuanto mayor es esta cantidad mayor es la probabilidad de que se produzcan sucesos interesantes en un experimento de altas energías. 
Dado un proceso cuya sección eficaz, σ, conocemos, para una luminosidad integrada, L, dada, podemos estimar el número de veces que se va a producir ese suceso simplemente multiplicando ambas cantidades:
Número de sucesos = L × σ
En unidades SI, la luminosidad se mide en julios por segundo, o vatios. En astronomía, los valores de luminosidad a menudo se dan en términos de la luminosidad del Sol, L⊙. La luminosidad también se puede dar en términos del sistema astronómico magnitud: la magnitud bolométrica absoluta (Mbol ) de un objeto es una medida logarítmica de su tasa de emisión de energía total, mientras que magnitud absoluta es una medida logarítmica de la luminosidad dentro de un rango específico de longitud de onda o banda de filtro.
Por el contrario, el término "brillo" en astronomía generalmente se usa para referirse al brillo aparente de un objeto: es decir, cuán brillante parece un objeto para un observador. El brillo aparente depende tanto de la luminosidad del objeto como de la distancia entre el objeto y el observador, y también de cualquier absorción de luz a lo largo del camino del objeto al observador. Magnitud aparente es una medida logarítmica del brillo aparente. La distancia determinada por las medidas de luminosidad puede ser algo ambigua y, por lo tanto, a veces se denomina distancia de luminosidad.

## Medición
Cuando no se califica, el término "luminosidad" significa luminosidad bolométrica, que se mide en las unidades  SI, vatios, o en términos de luminosidad solar.  Un bolómetro es el instrumento utilizado para medir la energía radiante en una banda ancha mediante absorción y medición del calentamiento.  Una estrella también irradia neutrinos, que transportan algo de energía (alrededor del 2% en el caso del Sol), contribuyendo a la luminosidad total de la estrella. La IAU ha definido una luminosidad solar nominal de 3,828x1026W para promover la publicación de valores coherentes y comparables en unidades de luminosidad solar.
Aunque existen bolómetros, no pueden utilizarse para medir ni siquiera el brillo aparente de una estrella porque no son suficientemente sensibles en todo el espectro electromagnético y porque la mayoría de las longitudes de onda no llegan a la superficie de la Tierra.  En la práctica, las magnitudes bolométricas se miden realizando mediciones en determinadas longitudes de onda y construyendo un modelo del espectro total que tenga más probabilidades de coincidir con esas mediciones. En algunos casos, el proceso de estimación es extremo, calculándose las luminosidades cuando se observa menos del 1% de la energía emitida, por ejemplo con una estrella de Wolf-Rayet caliente observada sólo en el infrarrojo. Las luminosidades bolométricas también pueden calcularse utilizando una corrección bolométrica para una luminosidad en una banda de paso concreta.
El término luminosidad también se utiliza en relación con pasabandas particulares, como una luminosidad visual de banda K luminosidad. Por lo general, no se trata de luminosidades en el sentido estricto de una medida absoluta de la potencia radiada, sino de magnitudes absolutas definidas para un filtro determinado en un sistema fotométrico.  Existen varios sistemas fotométricos diferentes.  Algunos como el sistema UBV o Johnson se definen respecto a estrellas estándar fotométricas, mientras que otros como la sistema AB se definen en términos de una densidad de flujo espectral.

## Fórmulas de luminosidad
.

Una fuente puntual S irradia luz por igual en todas direcciones. La cantidad que atraviesa un área A varía con la distancia de la superficie a la luz

La ecuación Stefan-Boltzmann aplicada a un cuerpo negro da el valor de la luminosidad para un cuerpo negro, un objeto idealizado que es perfectamente opaco y no reflectante:
{\displaystyle L=\sigma AT^{4},}
donde A es la superficie, T es la temperatura (en kelvins) y σ es la constante de Stefan-Boltzmann, con un valor de 5.670374419...×10−8 W⋅m−2⋅K−4.
Imaginemos una fuente puntual de luz de luminosidad {\displaystyle L} que irradia por igual en todas direcciones. Una esfera hueca centrada en el punto tendría toda su superficie interior iluminada. Al aumentar el radio, la superficie también aumentará, y la luminosidad constante tiene más superficie que iluminar, lo que conduce a una disminución del brillo observado.
{\displaystyle F={\frac {L}{A}},}
donde
- {\displaystyle A} es el área de la superficie iluminada.
- {\displaystyle F} es la densidad de flujo de la superficie iluminada.

El área de la superficie de una esfera de radio r es {\displaystyle A=4\pi r^{2}}, por lo que para las estrellas y otras fuentes puntuales de luz: 
{\displaystyle F={\frac {L}{4\pi r^{2}}}\,,}
donde {\displaystyle r} es la distancia del observador a la fuente de luz.
Para las estrellas de la secuencia principal, la luminosidad también está relacionada con la masa aproximadamente como se indica a continuación:
{\displaystyle {\frac {L}{L_{\odot }}}\approx {\left({\frac {M}{M_{\odot }}}\right)}^{3.5}.}
Si definimos {\displaystyle M} como la masa de la estrella en términos de masa solares, la relación anterior puede simplificarse como sigue:
{\displaystyle L\approx M^{3,5}.}

## Luminosidad estelar
En astronomía, la luminosidad es la potencia (cantidad de energía por unidad de tiempo) emitida en todas direcciones por un cuerpo celeste. Está directamente relacionada con la magnitud absoluta del astro. Este valor no es constante si se consideran períodos suficientemente largos, ya que la estrella va cambiando su luminosidad según el estado en que se encuentre, pero se mantiene constante en períodos usuales para el humano. Si bien puede llevar a confusión, en astronomía la luminosidad es un concepto diferente al de brillo; el brillo depende fundamentalmente de la distancia a la que nos encontramos de un determinado objeto, mientras que la luminosidad es una propiedad física intrínseca de la estrella.
La luminosidad de una estrella se puede determinar a partir de dos características estelares: tamaño y temperatura efectiva. El primero suele ser representado en términos del radio solar, R⊙, mientras que este último se representa en kelvins, pero en la mayoría de los casos ninguno puede medirse directamente. Para determinar el radio de una estrella, se necesitan otras dos métricas: el diámetro angular de la estrella y su distancia a la Tierra. Ambos se pueden medir con gran precisión en ciertos casos, con supergigantes frías que a menudo tienen grandes diámetros angulares, y algunas estrellas evolucionadas frías que tienen maser en sus atmósferas que se pueden usar para medir la paralaje usando VLBI. Sin embargo, para la mayoría de las estrellas, el diámetro angular o el paralaje, o ambos, están muy por debajo de nuestra capacidad de medición con certeza. Dado que la temperatura efectiva es simplemente un número que representa la temperatura de un cuerpo negro que reproduciría la luminosidad, obviamente no se puede medir directamente, pero se puede estimar a partir del espectro.
Una forma alternativa de medir la luminosidad estelar es medir el brillo aparente y la distancia de la estrella. Un tercer componente necesario para derivar la luminosidad es el grado de extinción interestelar que está presente, una condición que generalmente surge debido al gas y el polvo presentes en el medio interestelar (ISM), la atmósfera terrestre, y la materia circunestelar. En consecuencia, uno de los desafíos centrales de la astronomía para determinar la luminosidad de una estrella es derivar medidas precisas para cada uno de estos componentes, sin las cuales resulta difícil obtener una cifra precisa de luminosidad. La extinción solo se puede medir directamente si se conocen las luminosidades real y observada, pero se puede estimar a partir del color observado de una estrella, usando modelos de la nivel esperado de enrojecimiento del medio interestelar.
En el sistema actual de clasificación estelar, las estrellas se agrupan según la temperatura, con las clase O masivas, muy jóvenes y enérgicas que cuentan con temperaturas superiores a los 30 000 K mientras que las estrellas Clase M, menos masivas y típicamente más viejas, exhiben temperaturas inferiores a 3500 K. Debido a que la luminosidad es proporcional a la temperatura a la cuarta potencia, la gran variación en las temperaturas estelares produce una variación aún mayor en la luminosidad estelar. Debido a que la luminosidad depende de una gran potencia de la masa estelar, las estrellas luminosas de gran masa tienen vidas mucho más cortas. Las estrellas más luminosas son siempre estrellas jóvenes, no más de unos pocos millones de años para las más extremas. En el diagrama de Hertzsprung-Russell, el eje x representa la temperatura o el tipo espectral, mientras que el eje y representa la luminosidad o la magnitud. La gran mayoría de las estrellas se encuentran a lo largo de la secuencia principal; las estrellas azules de clase O se encuentran en la parte superior izquierda del gráfico, mientras que las estrellas rojas de clase M caen en la parte inferior derecha. Ciertas estrellas como Deneb y Betelgeuse se encuentran arriba ya la derecha de la secuencia principal, más luminosas o más frías que sus equivalentes en la secuencia principal. Una mayor luminosidad a la misma temperatura, o alternativamente una temperatura más fría a la misma luminosidad, indica que estas estrellas son más grandes que las de la secuencia principal y se las denomina gigantes o supergigantes.
Las supergigantes azules y blancas son estrellas de alta luminosidad algo más frías que las estrellas de secuencia principal más luminosas. Una estrella como Deneb, por ejemplo, tiene una luminosidad de alrededor de 200.000 L⊙, un tipo espectral de A2 y una temperatura efectiva de alrededor de 8.500 K, lo que significa que tiene un radio alrededor de 203 R☉ (1.41×1011 m). A modo de comparación, la supergigante roja Betelgeuse tiene una luminosidad de alrededor de 100 000 L⊙, un tipo espectral de M2 y una temperatura de alrededor de 3500 K, lo que significa que su radio es de aproximadamente 1,000 R☉ (7.0×1011 m). Las supergigantes rojas son el tipo de estrella más grande, pero las más luminosas son mucho más pequeñas y más calientes, con temperaturas de hasta 50 000 K y más y luminosidades de varios millones de L⊙, lo que significa que sus los radios son solo unas pocas decenas de R⊙. Por ejemplo, R136a1 tiene una temperatura de más de 46 000 K y una luminosidad de más de 6 100 000 L⊙ (principalmente en UV), es solo 39 R☉ (2.7×1010 m).
Si es conocida la temperatura efectiva "T" de cuerpo negro de la estrella, la Ley de Stefan-Boltzmann nos permite calcular la potencia emitida por unidad de superficie de la estrella:
{\displaystyle P_{S}=\sigma T^{4}\quad [{\text{W/}}m^{2}]}
En donde {\displaystyle \sigma =5.670374419\cdot 10^{-8}\quad [W\cdot m^{-2}\cdot K^{-4}]} es la Constante de Stefan-Boltzmann
Suponiendo la estrella esférica de radio "R" el área de su superficie es:
{\displaystyle S=4\pi R^{2}\quad [m^{2}]}
Y la luminosidad "L" de la estrella es:
{\displaystyle L=4\pi R^{2}\sigma T^{4}\quad [{\text{W}}]}

### Luminosidad del Sol
La luminosidad del Sol, L☉ o LSol es la unidad clásica usada en astronomía para comparar la luminosidad de otros astros. Su valor aproximado es de 
{\displaystyle L_{\bigodot }\approx 3,827\cdot 10^{26}\ [{\text{W}}]}.
Se observa que esta es una cantidad constante, y que no depende de ninguna distancia de medición.
Podemos calcular una aproximación de la constante con pocos datos. La densidad de potencia que la Tierra recibe del Sol es aproximadamente:
{\displaystyle P_{\bigodot }=1367~\left[{\frac {\text{W}}{{\text{m}}^{2}}}\right]}.
Una esfera de radio R igual a 1 UA tiene una superficie de
{\displaystyle S_{E}=4\pi {R^{2}}~[{\text{m}}^{2}]\approx 4\cdot 3,1415\cdot (1,496\cdot 10^{11})^{2}~{[{\text{m}}^{2}]}}.
{\displaystyle S_{E}\approx 2,812\cdot 10^{23}~{[{\text{m}}^{2}]}}.
Si suponemos que la densidad de potencia que emite el Sol se mantiene constante en todas las direcciones, podemos calcular la potencia total emitida como:
{\displaystyle L_{\bigodot }=P_{\bigodot }\cdot S_{E}~\left[{\text{W}}\right]}.
{\displaystyle L_{\bigodot }\approx 1367~\left[{\frac {\text{W}}{{\text{m}}^{2}}}\right]\cdot 2,812\cdot 10^{23}~{[{\text{m}}^{2}]}}.
{\displaystyle L_{\bigodot }\approx 3,8\cdot 10^{26}\ [{\text{W}}]}.